# Carmiesha Cox
Carmiesha Cox (* 16. Mai 1995 in Nassau) ist eine ehemalige bahamaische Leichtathletin, die sich auf den Sprint spezialisiert hat.

## Sportliche Laufbahn
Erste internationale Erfahrungen sammelte Carmiesha Cox bei den CARIFTA Games 2011 in Montego Bay, bei denen sie in 12,01 s den fünften Platz im 100-Meter-Lauf in der U17-Altersklasse belegte und über 200 Meter in 23,96 s die Goldmedaille gewann. Zudem gewann sie mit der bahamaischen 4-mal-100-Meter-Staffel in 46,16 s die Silbermedaille. Anschließend schied sie bei den Jugendweltmeisterschaften nahe Lille mit 23,99 s im Halbfinale im 200-Meter-Lauf aus und verpasste mit der Sprintstaffel (1000 Meter) mit 2:11,10 min den Finaleinzug. Daraufhin belegte sie bei den Panamerikanischen Juniorenmeisterschaften in Miramar in 24,17 s den siebten Platz über 200 Meter und siegte in 45,04 s in der 4-mal-100-Meter-Staffel. Im Jahr darauf gewann sie bei den CARIFTA Games in Hamilton in 11,54 s die Silbermedaille über 100 Meter in der U20-Altersklasse und siegte mit der Staffel in 45,02 s. Anschließend schied sie bei den Juniorenweltmeisterschaften in Barcelona mit 23,94 s im Halbfinale über 200 Meter aus und kam mit der Staffel im Vorlauf nicht ins Ziel. 2013 gewann sie bei den CARIFTA Games in Nassau in 11,61 s die Silbermedaille über 100 Meter und sicherte sich in 23,66 s die Bronzemedaille über 200 Meter. Zudem siegte sie mit der Staffel in 44,77 s und begann ein Studium an der Purdue University in den Vereinigten Staaten. Im Jahr darauf schied sie bei den Juniorenweltmeisterschaften in Eugene mit 23,92 s im Halbfinale über 200 Meter aus und wurde mit der Staffel im Finale disqualifiziert. 2015 belegte sie bei den Panamerikanischen Spielen in Toronto in 3:31,60 min den fünften Platz in der 4-mal-400-Meter-Staffel, ehe sie bei den NACAC-Meisterschaften in San José mit 23,96 s im Vorlauf über 200 Meter ausschied und mit der 4-mal-100-Meter-Staffel in 44,28 s den vierten Platz belegte. Im Jahr darauf gewann sie bei den U23-NACAC-Meisterschaften in San Salvador in 11,76 s die Bronzemedaille über 100 Meter hinter der Jamaikanerin Sashalee Forbes und Shayla Sanders aus den Vereinigten Staaten und verpasste über 200 Meter mit 24,43 s den Finaleinzug. Zudem sicherte sie sich in der 4-mal-100-Meter-Staffel in 45,17 s die Bronzemedaille hinter den Teams aus den Vereinigten Staaten und Jamaika. Daraufhin nahm sie mit der 4-mal-400-Meter-Staffel an den Olympischen Sommerspielen in Rio de Janeiro teil und schied dort mit neuem Landesrekord von 3:26,36 min im Vorlauf aus. 2017 kam sie bei den Weltmeisterschaften in London mit der 4-mal-100-Meter-Staffel in der Vorrunde nicht ins Ziel und im Jahr darauf beendete sie ihre aktive sportliche Karriere im Alter von 23 Jahren.
2012 wurde Cox bahamaische Meisterin im 200-Meter-Lauf.

## Persönliche Bestzeiten
- 100 Meter: 11,43 s (+0,9 m/s), 14. Mai 2016 in Lincoln
  - 60 Meter (Halle): 7,35 s, 28. Januar 2017 in West Lafayette
- 200 Meter: 23,16 s (+1,1 m/s), 14. Mai 2016 in Lincoln